# Thiérache
La Thiérache est une région naturelle qui regroupe des terroirs de France et de Belgique où l'on retrouve des traits paysagers et architecturaux similaires : présence du bocage, de l'herbage, terrains vallonnés, habitat dispersé, maisons traditionnelles construites en pierres ou en briques avec des insertions en pierre et munies d'une toiture en ardoise.
Située dans le nord-est du département de l'Aisne, elle déborde sur les départements français du Nord et des Ardennes, mais aussi sur les provinces belges de Hainaut et de Namur. Elle correspond globalement aux contreforts occidentaux du massif ardennais.
La plus importante agglomération est Fourmies (Nord).

## Géographie

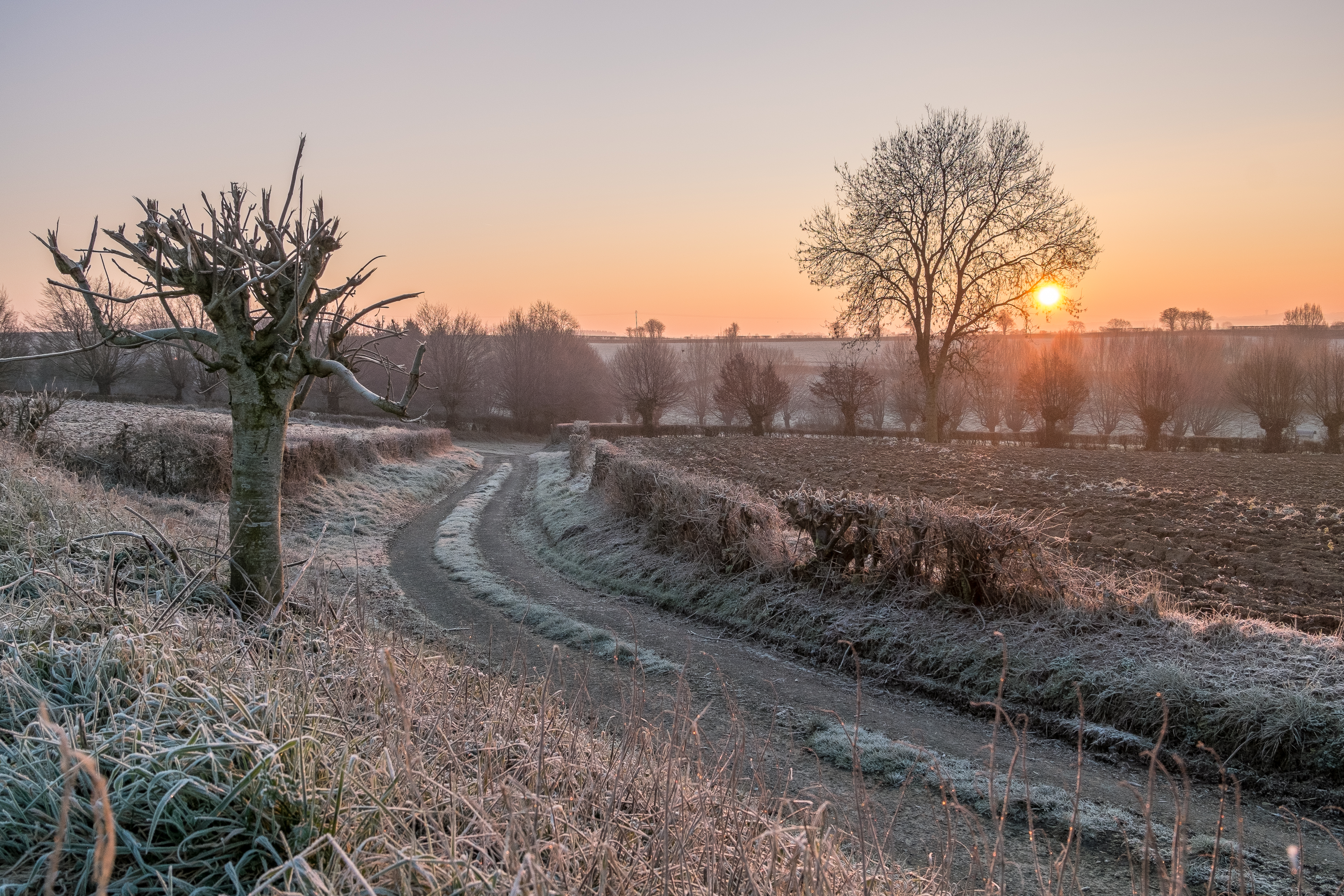
Lever de soleil givré dans le bocage à Bas-Lieu (Nord).

La Thiérache est une région située sur de nombreuses frontières. En effet, elle est éclatée, répartie entre deux pays, trois départements français (Nord, Aisne et Ardennes) appartenant  à deux régions distinctes (respectivement : Hauts-de-France pour l'Aisne et le Nord, Grand Est pour les Ardennes), et deux provinces belges (Hainaut et Namur). Ces limites marquent profondément cet espace centripète. Même la limite actuelle entre l'Aisne et le Nord, ancienne frontière de la France avant le XVIIe siècle, demeure une fracture importante dans l'espace social, malgré la ressemblance frappante des paysages.
| Pays     | Région          | Département (F) / Province (B) | Entité administrative | Superficie | Population  |
| -------- | --------------- | ------------------------------ | --- | ---------- | ----------- |
| France   | Hauts-de-France | Aisne                          | Pays de Thiérache (Communautés de communes des Trois Rivières, Thiérache Sambre et Oise, de la Thiérache d'Aumale et de la Thiérache du Centre)                          | 1 672 km2  | 78 555 hab. |
| France   | Hauts-de-France | Nord                           | Sud-est de l'arrondissement d'Avesnes/Helpe (cantons situés au sud de la Sambre) : cantons d'Avesnes/Helpe Nord, Avesnes/Helpe Sud, Landrecies, Solre-le-Château, Trélon | 730 km2    | 69 966 hab. |
| France   | Grand Est       | Ardennes                       | Ouest de l'arrondissement de Charleville-Mézières : Cantons de Renwez, Rocroi, Rumigny, Signy-l'Abbaye, Signy-le-Petit                                                   | 907 km2    | 26 402 hab. |
| Belgique | Région wallonne | Hainaut                        | Sud de la Botte du Hainaut : Communes de Chimay, Froidchapelle, Momignies, Sivry-Rance                                                                                   | 441 km2    | 23 382 hab. |
| Belgique | Région wallonne | Namur                          | Sud-ouest de l'arrondissement de Philippeville : Communes de Cerfontaine, Couvin, Viroinval                                                                              | 411 km2    | 23 939 hab. |

## Histoire

Parti, en 1 coupé en chef fascé d'argent et de gueules de huit pièces et en pointe d'azur aux trois fleurs de lys d'or et en 2 d'azur semé de fleurs de lys d'or ; sur le tout d'or au lion de gueules.

Historiquement, la Thiérache se limite au nord du département de l'Aisne, avec Guise comme capitale.
Une légende tenace démentie par les découvertes archéologiques, fait de la Thiérache médiévale, un pays couvert de forêts. Le couvert forestier était plus important que dans les riches régions agricoles voisines (le Laonnois au sud et le Vermandois à l'ouest), mais les défrichements du Moyen Âge, certes importants, ont été exagérés. Subsistent encore quelques belles forêts domaniales : les forêts d'Anor, Fourmies, Hirson, Trélon, Le Nouvion-en-Thiérache et de Saint-Michel.
L'abbé Hossart dans son Histoire ecclésiastique et profane du Hainaut rapporte qu'au commencement du VIIe siècle, le diocèse de Cambrai se trouva divisé en plusieurs petits départements qui avaient chacun leur chef de justice et leurs coutumes. « Ces départements, dit-il, s'appelaient pagi, cantons ; il y eut... Theoracia, Thiérache : ce pays s'allongeoit sur les frontières du Hainaut et Laonnois depuis la source de la Sambre jusqu'au pays de Lomme ou de Namur : une partie seulement de la Thiérache étoit du diocèse de Cambrai et compose encore le Hainaut moderne ; l'autre partie est du diocèse de Laon. On distinguait encore... Fania, la Fagne, qui n'est qu'une partie de la Thiérache... »

Cet auteur assignerait donc à la Thiérache au nord-est une étendue beaucoup plus considérable que celle qu'on lui reconnaît généralement aujourd'hui.
Du Xe siècle au XIIe siècle, six abbayes sont fondées :
| Abbaye           | Fondation | Ordre                                   |
| ---------------- | --------- | --------------------------------------- |
| Saint-Michel     | 945       | Bénédictins                             |
| Bucilly          | ~ 946     | Saint Martin des Champs puis Prémontrés |
| Foigny           | ~ 1121    | Cisterciens                             |
| Clairfontaine    | 1126      | Prémontrés                              |
| Thenailles       | 1130      | Prémontrés                              |
| Val Saint-Pierre | 1140      | Chartreux                               |

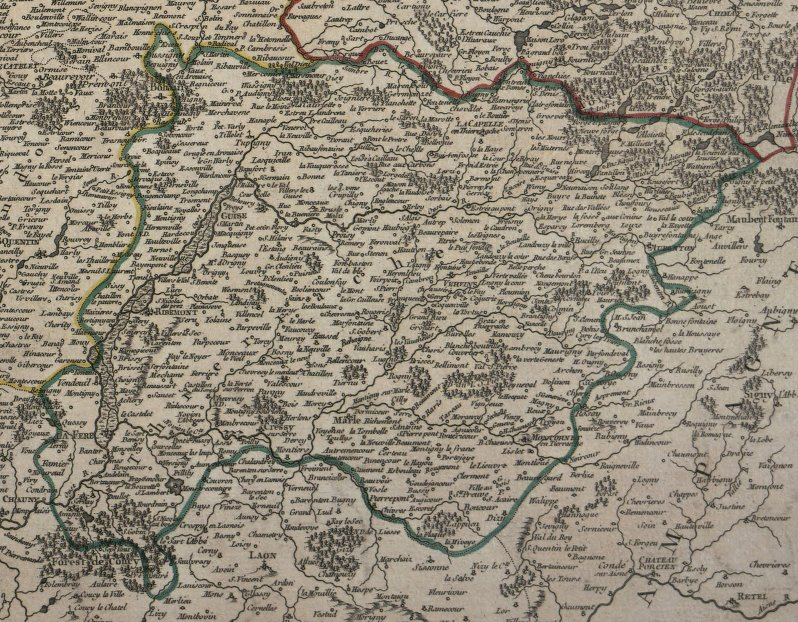
Le pays de Thiérache en 1753 sur la carte du Gouvernement général de Picardie et Artois de Gilles Robert de Vaugondy.

D'après la carte de 1753 du Gouvernement général de Picardie et Artois de Gilles Robert de Vaugondy, les limites de la Thiérache étaient, au nord, les mêmes que les limites actuelles du département, moins Fesmy et Le Sart qui appartenaient alors au Cambrésis ; au nord-ouest, la ligne séparative, faisant pointe, rattachait Honnechy à la Thiérache ; puis cette ligne descendant, à l'ouest, au-delà du cours de l'Oise, laissait au Vermandois Bohain, Fresnoy-le-Grand, Moÿ ; et au Laonnois, Chauny. Au sud, la Thiérache était bornée par les communes de Septvaux, Lizy, Bucy-lès-Cerny, Chalandry, Froidmont, Sissonne et Nizy-le-Comte. À l'est, elle avait, comme au nord, les mêmes limites que celles du département, en laissant toutefois Noircourt, Rozoy-sur-Serre, Brunehamel, et prenant Rumigny qui appartient aujourd'hui aux Ardennes.

## Paysage
Par leur richesse en forêts et en prairies, grâce à un maillage bocager localement préservé connectant ces milieux avec les Ardennes et via le massif ardennais avec des zones d'Europe centrale écologiquement très riches, la Thiérache, et plus largement l'Avesnois, sont un des grands réservoirs de biodiversité pour le nord de la France et la Belgique. Cette richesse a justifié la création du Parc naturel régional de l'Avesnois et font de cette région une des deux zones majeures de la Trame verte et bleue du conseil régional des Hauts-de-France.
Le recul du bocage et des herbages, les remembrements, la périurbanisation et la fragmentation écologique du territoire par de nouvelles routes sont toutefois des causes importantes de recul de la biodiversité.
La Thiérache est traditionnellement un pays de bocage, où les haies sont souvent composées de saules têtards et d'aubépines. Ce bocage est curieusement intercalé dans sa partie sud entre les openfields champenois, picard et du Cambrésis. Cette particularité a deux origines :
- Dans le nord de la Thiérache (Avesnois), il existait au XIVe siècle une forte tendance à l'individualisme agraire, qui ont développé quelques noyaux bocagers, étudiés par J. Sivery.
- Dans le sud de la Thiérache (Thiérache axonaise), la pratique de la vaine pâture et les droits de parcours interdisent les enclôtures jusqu'à la fin du XVIIIe siècle. Le système dominant reste l'openfield. Avec la fin des pratiques collectives, le bocage se répand durant tout le XIXe siècle, sur le modèle de l'Avesnois[4].

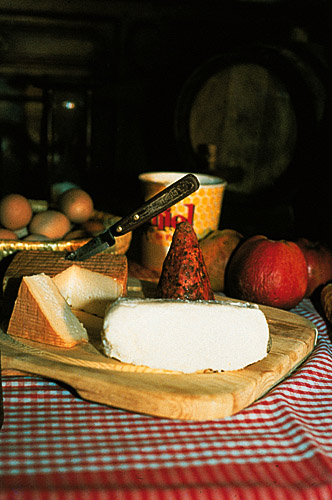
Maroilles et boulette d'Avesnes.

- Au XIXe siècle, avec le décloisonnement de la région par le chemin de fer, les cultures aux faibles rendements, comme les céréales, ont été abandonnées au profit de l'élevage bovin. La Thiérache, comme le pays d'Auge en Normandie, s'est tournée vers la production de beurre (produit très valorisé sur le marché parisien) et de fromages (dont le maroilles, le vieux-lille et la boulette d'Avesnes). Comme en Normandie, les prairies ont été plantées de pommiers qui produisent un cidre de qualité.

Le bocage s'est progressivement étendu du sud vers le nord. Il ne présente pas de talus, à l'inverse des bocages breton et normand. Depuis la fin du XXe siècle, la crise de l'élevage laitier a engendré un recul du bocage au profit de l'openfield (remembrement et arrachage des haies).
Beaucoup d'industries locales, filatures, verreries, poteries, fonderies, vanneries, brasseries, ferblanteries, boisselleries, maréchaleries, marbreries, florissantes au siècle dernier, sont devenues marginales ou se sont éteintes.
Une autre spécialité locale a été l'exploitation des calcaires bleus de l'étage givétien, dits pierres bleues, que les constructions locales arborent largement.
Certaines formes curieuses de forêts sont typiques de la Thiérache : ce sont les « haies », sortes de forêts circulaires entourant les villes, à des fins défensives dès le Haut Moyen Âge. Beaucoup d'entre elles ont été défrichées au cours des siècles. Aujourd'hui, seule la haie d'Avesnes-sur-Helpe demeure nettement visible. Elle a encore joué un rôle déterminant sur le plan stratégique, lors de la bataille de Wattignies.

## Agriculture
En 2000, la Thiérache du Nord-Pas-de-Calais comptait encore 1035 exploitations, dont 690 presque exclusivement consacrées à l'élevage bovin ;
à cette date, 24 % des exploitations agricoles répondaient aux normes (PMPOA) et 33 % s'apprêtaient à le faire rapidement, soit une modernisation totale de 57 %.
Surface agricole utile : 42 463 ha en 2000 (-7 % de 1998 à 2000).
Surface agricole utile moyenne : 41ha par exploitation (+6,9 % de 1998 à 2000).

### Dominantes agricoles et tendances
Systèmes laitiers-herbagers purs (environ 400 exploitants sur 312 exploitations, avec une référence laitière de 180 000 kg), avec ;
- une mise aux normes faite à 50 % en 2000, après de nombreux remembrements qui ont causé un fort recul du bocage et du pommier traditionnel ;
- un système herbager ou complété par une surface fourragère en faible proportion ;
- un cheptel moyen de 40 vaches (système herbager pur) à 60 vaches (herbe + maïs) sur une superficie de 40 à 60 hectares ;
- des exploitants plutôt âgés, notamment dans le système herbager pur (50 % des exploitants ont plus de 50 ans, avec peu de perspectives de reprise) ; une nette diminution du nombre d'exploitations est à prévoir dans les années à venir et les systèmes herbagers seraient les plus touchés, ce qui risque de modifier sensiblement le paysage de la Thiérache. L'exploitant ne dispose généralement pas de salarié et le conjoint travaille à l’extérieur dans 50 % des cas.

Systèmes associant la production de lait et l’allaitement (130 exploitations) :
- sans différence globale (que ce soit pour la taille de l'exploitation ou son résultat économique) ;
- une tendance à la baisse de production de viande au profit de la production laitière (il existe une forte demande de lait bio, qui pourrait être renforcée à la suite du Grenelle de l'environnement) ;
- une tendance à la baisse régulière du nombre d’exploitations (- 4,5 % entre 1998 et 2000) ;
- un résultat courant par an qui était, en 2000, évalué entre 12 000 et 18 000 €.

## Transport
La route nationale 2, grand axe routier reliant Paris à la frontière belge, en direction de Bruxelles, traverse la Thiérache selon un axe sud nord, via Vervins, La Capelle et Avesnes-sur-Helpe.
Un autre axe routier important, l'ancienne route nationale 43 (départementalisée depuis 2006), reliant Calais à Metz, traverse la Thiérache selon un axe nord-ouest sud-est, via Le Nouvion-en-Thiérache, La Capelle et Hirson.
Du point de vue ferroviaire, la Thiérache est traversée par la ligne Calais Bâle qui n'est plus desservie que par des TER vers Lille et Charleville-Mézières. Une ligne secondaire relie Hirson à Laon.

## Développement
Des projets transrégionaux et transfrontaliers culturels (entre Chimay, Fourmies et Hirson), en matière d'assurance maladie et hospitalière (projet Transcards), de développement économique (projets Interreg IV, TRANS'ECO et HatriumII) permettent aujourd'hui aux différentes entités de travailler ensemble dans des domaines précis.
La véloroute trans-européenne EuroVelo 3, reliant Trondheim (Norvège) à Saint-Jacques-de-Compostelle (Espagne), est en cours de réalisation. Venant de Paris, elle empruntera l'axe vert de la Thiérache de Guise à Hirson (programmée en 2013), puis elle rejoindra la voie verte de l'Avesnois au nord de Fourmies.
Par contre, la mise en place d'une structure permettant de réunir administrativement les différents territoires thiérachiens paraît compliquée au vu de leur rattachement à des régions, provinces et pays différents.

## Patrimoine culturel

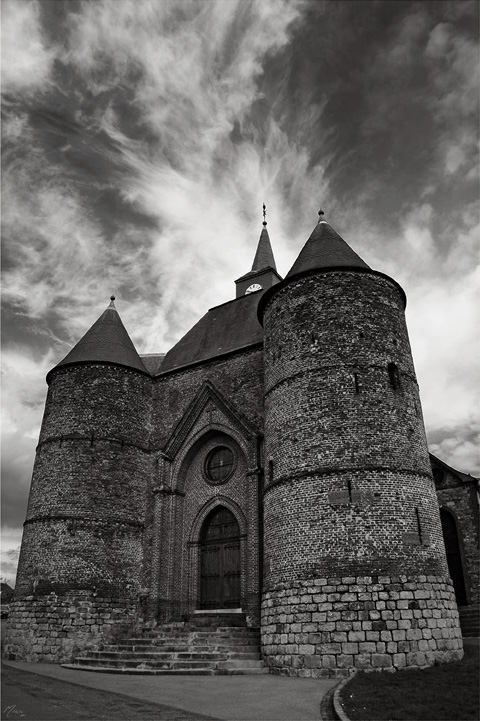
Église fortifiée de Wimy (Aisne, France).

- Nombreux habitats traditionnels de brique et « pierre bleue » ;
- L'abbaye de Saint-Michel et ses grandes orgues ;
- Le château-fort de Guise, forteresse des célèbres ducs, qui doit ses mille ans d'occupation militaire ininterrompue à la situation historique et géographique clef de la Thiérache ;
- Le familistère de Guise, fondé par Jean-Baptiste André Godin (1817-1888), haut lieu de l'histoire industrielle et sociale de la région ;
- L'écomusée de l'Avesnois : à Fourmies, Sains-du-Nord, Felleries et Trélon (Site de l'Écomusée de l'Avesnois) ;
- La Tour Florentine de Buire, témoignage de l'activité ferroviaire de la gare d'Hirson (second nœud ferroviaire le plus important de France après Paris au début du XXe siècle) ;
- Le Fort d'Hirson ;
- Le Verziau de Gargantua, monolithe situé sur la commune de Bois-lès-Pargny.
- L'église Sainte-Therese-de-l'Enfant-Jesus à Hirson, ancienne église de style Art déco, aujourd'hui utilisée comme salle de concert.